# Заволжский (Ржевский район)
Заволжский — поселок в Ржевском районе Тверской области. Входит в состав сельского поселения «Хорошево».

## География
Находится в южной части Тверской области на расстоянии приблизительно 16 км по прямой на запад-северо-запад от вокзала станции Ржев-Балтийский на правом берегу Волги.

## История
До Великой Отечественной войны поселок на картах не отмечался. На карте 1980 года уже был отмечен.

## Население
Численность населения: 198 человек (русские 94 %) в 2002 году, 185 в 2010.